# Викову де Сус
Викову де Сус (рум. Vicovu de Sus) град је у крајње северном делу Румуније, у историјској покрајини Буковини. Викову де Сус је град у округу Сучава.
Викову де Сус према је последњем попису из 2002. имао 14.892 становника.

## Географија
Град Викову де Сус налази се на крајњем северу Румуније, близу државне границе са Украјином - свега 3 километра северно од града. Град је смештен у историјској покрајини Буковини, око 205 km северозападно до Јашија. 
Викову де Сус је смештен у долини реке Сучаве, на приближно 410 метара надморске висине. Западно и јужно од града издижу се источни огранци Карпата.

## Становништво
У односу на попис из 2002., број становника на попису из 2011. се смањио.
| 1992.  | 2002.  | 2011.  |
| ------ | ------ | ------ |
| 14.077 | 14.125 | 13.308 |

Румуни чине већину становништва Викову де Суса, а од мањина присутни су Роми.